# Bojan Ropret
Bojan Ropret (* 17. August 1957 in Kranj) ist ein ehemaliger jugoslawischer Radrennfahrer und nationaler Meister im Radsport.

## Sportliche Laufbahn
Ropret stammt aus dem slowenischen Teil des Landes. Er war Teilnehmer der Olympischen Sommerspiele 1976 in Montreal. In der Einerverfolgung schied er in der Qualifikation aus. Bei den Olympischen Sommerspielen 1980 in Moskau war er im Straßenradsport dabei. Im olympischen Straßenrennen schied er aus. Im Mannschaftszeitfahren belegte er mit Bruno Bulić, Vinko Polončič und Bojan Udovič den 8. Platz.
1984 vertrat er Jugoslawien bei den Olympischen Sommerspielen in Los Angeles. Im olympischen Straßenrennen wurde er Siebenter. Im Mannschaftszeitfahren belegte er mit Bruno Bulić, Primož Čerin und Janez Lampič den 9. Platz.
Der Sieg in der Jadranska Magistrala1976 (Istrian Spring Trophy) war für ihn der erste Erfolg in einem Etappenrennen. 1979 gewann er das Rennen erneut. 1979 wurde er nationaler Meister im Straßenrennen. Bei den Balkan-Meisterschaften 1979 gewann er die Silbermedaille im Straßenrennen. 1980 siegte er in der Jugoslawien-Rundfahrt vor Andrei Wedernikow. Die Serbien-Rundfahrt gewann er 1981. 1983 gewann er die Goldmedaille im Straßenrennen der Mittelmeerspiele vor Kanellos Kanellopoulos und gewann eine Etappe in der Jugoslawien-Rundfahrt. Die Tour de l’Avenir bestritt er 1977 und 1979. 1983 gewann er zwei Etappen im Rennen Alpe–Adria. 1977 hatte er dieses Rennen gewonnen.
An der Internationalen Friedensfahrt nahm er 1981 teil und beendete das Rennen auf dem 59. Platz.